# Ficedula albicollis

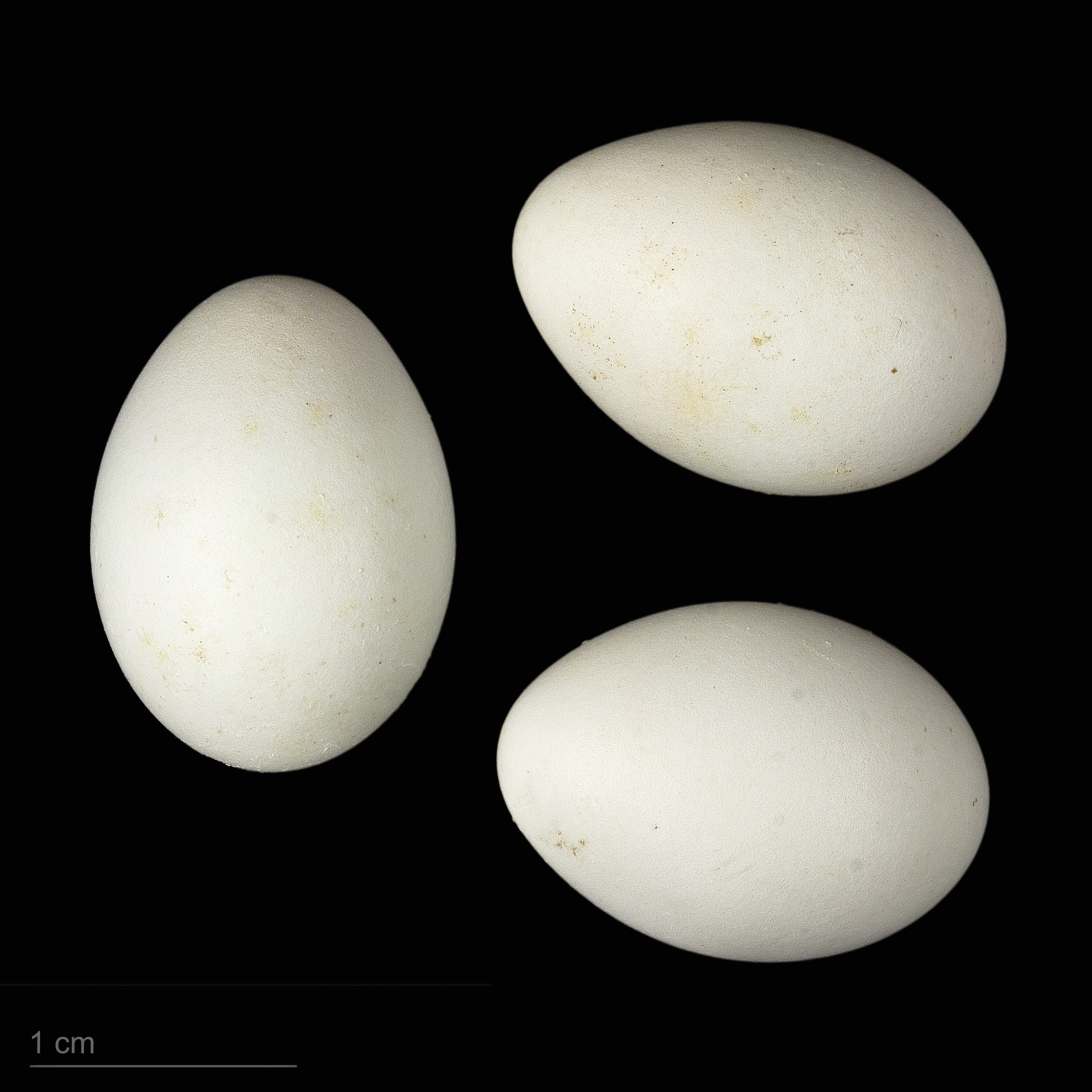
Ficedula albicollis - MHNT

El papamoscas acollarado (Ficedula albicollis) es una especie de ave paseriforme de la familia Muscicapidae que habita en Europa y África. Es una de las cuatro especies de papamoscas blancos y negros del Paleártico Occidental. Es un ave migratoria que cría en Europa central y oriental, además de la península itálica, y que se desplaza a África suroriental para pasar el invierno. Es una rareza en la mayor parte de Europa Occidental.
Mide entre 12 y 13,5 centímetros de largo. El macho adulto es mayormente negro en la parte superior y blanco en la inferior, y tiene un collar blanco, alas y cola del mismo color (aunque algunos machos tienen líneas blancas al lado de la cola) y una franja blanca amplia en la cabeza. Su forma es la típica de las aves insectívoras. Además de atrapar insectos durante el vuelo, este especia caza orugas entre las hojas caídas, y ocasionalmente también come frutos rojos.
Los machos no adultos, las hembras y los pichones presentan un tono amarronado en lugar del negro, y es muy difícil distinguirlos de otros papamoscas Fidecula, particularmente del papamoscas cerrojillo (F. hypoleuca) y del papamoscas semiacollarado (F. semitorquata). Con este último se han encontrado casos de híbridos. 
Son aves que frecuentan los bosques, los parques y los jardines, con una marcada preferencia hacia los árboles viejos con cavidades en las cuales puedan construir sus nidos. Construyen un nido abierto en un agujero de un árbol, o en cajas para nido artificiales. Normalmente depositan entre cinco y siete huevos. Su canto consta de silbidos lentos, diferenciándose así del papamoscas cerrojillo. Estos pueden imitar el canto de los papamoscas collarinos en las poblaciones mixtas.